# NGC 2557
NGC 2557是巨蟹座的一个SA0型星系。該星系於1877年2月2日由法國天文學家讓·瑪里·愛德華·史提芬發現。其赤经为08h19m10.7s，赤纬为21°26'09"。